# هيلين رولاند
هيلين رولاند (بالإنجليزية: Helen Rowland)‏ هي ممثلة أمريكية، ولدت في 23 أكتوبر 1919.

## أعمالها
- سيلاس مارنر (1922) بدور إيبي[5]
- ما العيب في المرأة؟ (1922)
- مهمة تيموثي (1922) بدور ليدي جاي[6]
- جاكلين أو الحواجز المشتعلة (1923)
- أولاده
- المهد الفارغ (1923)[7]
- السنوات الجريئة (1923) بدور أخت لاموت
- القلوب التالفة (1924)
- صنع أومالي (1925) بدور مارجي
- النسغ المثالي (1927) بدور سيسي ألدن[8]

## وصلات خارجية
- هيلين رولاند على موقع IMDb (الإنجليزية)
- هيلين رولاند على موقع قاعدة بيانات برودواي على الإنترنت (الإنجليزية)